# 래리 생어
로런스 마크 "래리" 생어(Lawrence Mark "Larry" Sanger, 1968년 7월 16일 ~ )는 2001년 1월 15일에 시작된 위키백과의 공동 창립자이다.
미국에서 태어나 오하이오 주립대에서 박사 학위를 받았다. 그는 누피디어의 책임 편집자였으며, 누피디어를 계승한 위키백과의 공동창업자 겸 최고 조직가였다. 그는 2006년 9월 15일 위키백과의 파생판인 시티즌디움을 제안하여 2007년 3월 25일에 창립하였다.

## 학력
- 오하이오 주립 대학교 박사

## 리더였을 당시
생어는 위키백과의 건전한 기여자들을 몇몇 악플러들과의 싸움 때문에 잃을 수 없다고 생각했다. 그래서 그는 비정상적인 사용자들의 행동에 적극적으로 간섭하려고 했다. 이는 지미 웨일스의 방식과 달랐다. 지미 웨일스는 상대적으로 간섭을 하지 않고, 위키백과 공동체가 스스로 문제를 해결할 수 있다고 판단하여 아주 심각한 문제에만 관여했다.

## 컹크테이터 사건
2001년 10월 '컹크테이터'라는 사용자가 생어와 편집 분쟁을 일으켰다. 그는 생어의 위키백과에 대한 권한을 문제 삼았다. 싸움이 계속되자 결국 생어는 다음과 같은 글을 남겼다.
내가 일을 효과적으로 하기 위해서는 커뮤니티로부터 권한을 꽤 광범위하게 받을 필요가 있었습니다. 최근까지 나는 위키백과 사용자들로부터 그런 권한을 받았습니다. 나는 내가 결정한 것에 대해서 이유를 대라고 요청을 받았습니다. 그러나 언제나 존중을 받고 도움을 받았던 것은 아닙니다. 커뮤니티에서의 이 자리가 나를 리더로 만들었습니다. 그것은 내가 원하는 것이었습니다. 이것이 내 일이니까요.

컹크테이터는 이 글을 보고 계속해서 생어를 독재자 같다며 비꼬는 글을 남겼다.

## 위키백과를 떠나다
2001년 12월, 생어의 결혼 몇 주 뒤, 생어는 해고를 당했다. 보미스가 어려워지면서 지미 웨일스가 생어의 고용을 더 이상 유지할 수 없었기 때문이었다. 그 후 생어는 2002년 3월 완전히 그만두고 시티즌디움을 생성하기 전까지 위키백과에서 자원봉사자로 일했다. 생어는 위키백과에 ' '악질적인 정치적, 사회적 분위기를' 조성하는 사람들, 악플러들, 그리고 그들의 추종자들이 없었다면 여전히 위키백과에서 자원봉사자로 기여했을 것'이라고 했다. 생어는 위키백과가 잘 되길 바랐지만, 이 프로젝트의 미래에 대해서는 의문을 가지고 있었다.

## 같이 보기
- 지미 웨일스
- 위키백과

## 참고 자료
- 제니퍼 졸린 앤더슨. 《위키피디아》 초판. 과학동아북스. ISBN 978-89-6286-088-7. 76-79p.